# Arthur Leonard Schawlow
Arthur Leonard Schawlow (Mount Vernon, Nueva York, 5 de mayo de 1921-Palo Alto, 28 de abril de 1999) fue un físico y profesor universitario estadounidense galardonado con el Premio Nobel de Física en 1981.

## Biografía
Schawlow nació en Mount Vernon, Nueva York. Su madre, Helen (Mason), era de Canadá, y su padre, Arthur Schawlow, era un inmigrante judío de Riga (entonces en el Imperio Ruso, ahora en Letonia). Schawlow fue educado en la religión protestante de su madre. Cuando Arthur tenía tres años, se trasladaron a Toronto, Ontario, Canadá.
A los 16 años, terminó el bachillerato en la Vaughan Road Academy (entonces Vaughan Collegiate Institute), y recibió una beca en ciencias en la Universidad de Toronto (Victoria College). Tras obtener su licenciatura, Schawlow continuó sus estudios de posgrado en la Universidad de Toronto, que se interrumpieron debido a la Segunda Guerra Mundial.
En plena II Guerra Mundial el ejército canadiense lo requirió para que, por un lado, instruyese al personal militar en la Biblioteca de la Universidad de Toronto hasta el año 1944 y, por otro, trabajase en Research Enterprises Ltd, empresa especializada en equipos de radar, en la que diseñó una antena.Tras el armisticio completó sus estudios universitarios en 1949 con una tesis doctoral sobre espectroscopía de alta resolución en el estudio de las características nucleares, con Malcolm Crawford como tutor.

## Investigaciones científicas
En una reunión de la Asociación Canadiense de Físicos, Schawlow oyó a Isidor I. Rabi hablar de los recientes descubrimientos sobre la naturaleza de átomos y electrones realizados por los profesores de la Universidad de Columbia, Willis Lamb y Polykarp Kusch. Arthur L. Schawlow había conseguido una beca de postdoctorado de Carbide and Carbon Chemicals y se trasladó a la Universidad de Columbia. En 1949 Charles Hard Townes, un joven profesor con gran prestigio en el departamento de Física dirigido por I. Rabi, contrató a Schawlow para que desarrollase un proyecto de postdoctorado relativo a la aplicación de la espectrocopía de microondas a la química orgánica. Midió los momentos del cuadripolo nuclear y, con Townes, estudió el efecto de la distribución de carga nuclear en la estructura fina de rayos X. 
Entre 1951 y 1961 trabajó en los Laboratorios Bell de Nueva Jersey, desarrollando trabajos sobre óptica e investigando sobre la superconductividad así como la dualidad máser/láser. 
Schawlow es coautor, junto con Charles Townes, del texto Espectroscopia por microondas (1955), de gran difusión. Schawlow y Townes fueron los primeros en publicar la teoría del diseño y el funcionamiento de los láseres en su trascendental artículo de 1958 sobre "máseres ópticos", aunque a menudo se atribuye a Gordon Gould la "invención" del láser, debido a su trabajo inédito que precedió en unos meses a Schawlow y Townes. El primer láser operativo fue fabricado en 1960 por Theodore Maiman.
A partir de 1961, desarrolló en la Universidad de Stanford sus estudios sobre espectroscopia, y amplió su búsqueda en la superconductividad y la Resonancia magnética nuclear.
Finalmente, en 1981 fue galardonado con el Premio Nobel de Física por su contribución al desarrollo del láser espectroscópico, premio que compartió con Nicolaas Bloembergen y Kai Siegbahn.
En 1991, la NEC Corporation y la American Physical Society crearon un premio: el Arthur L. Schawlow Prize in Laser Science. El premio se concede anualmente a "candidatos que hayan realizado contribuciones destacadas a la investigación básica utilizando láseres."
Arthur Schawlow murió el 28 de abril de 1999 en Palo Alto (California),  a consecuencia de un paro cardiaco derivado de la leucemia que padecía.

## Premios y reconocimientos
- 1962 - Medalla Stuart Ballantine.
- 1963 - Medalla y Premio Young, por sus distinguidas investigaciones en el campo de la óptica, concedidos por el Instituto de Física.
- 1970 - elegido miembro de la Academia Americana de las Artes y las Ciencias.[10]
- 1970 - elegido miembro de la Academia Nacional de Ciencias.[11]
- 1976 - Medalla Frederic Ives de la OSA.
- 1981 - Premio Nobel de Física.[12]
- 1983 - Premio Placa de Oro de la Academia Americana de Logros.[13]
- 1984 - elegido miembro de la Sociedad Filosófica Americana.[14]